# Верхні Марки
Верхні Марки (рос. Верхние Марки) — село у Кам'янському районі Воронезької області Російської Федерації.
Населення становить 383 особи. Входить до складу муніципального утворення Марковське сільське поселення.

## Історія
Населений пункт розташований у межах суцільної української етнічної території, частини Східної Слобожанщини. До Перших визвольних змагань належав до Воронезької губернії.
Від 1928 року належить до Кам'янського району, спочатку в складі Центрально-Чорноземної області, а від 1934 року — Воронезької області.
Згідно із законом від 15 жовтня 2004 року входить до складу муніципального утворення Марковське сільське поселення.

## Населення
| 2010 |
| ---- |
| 383  |